# 赫拉日丹卡
47°46′44″N 31°50′27″E / 47.77889°N 31.84083°E
赫拉日丹卡（烏克蘭語：Гражданка），是烏克蘭南部尼古拉耶夫州沃兹涅先斯克区葉拉涅茨市鎮的村落。始建於1926年，面積0.42平方公里，海拔高度109米，2001年人口117，人口密度每平方公里278.6人。